# 철의 여인
철의 여인(Iron Lady)은 여성 국가 원수에게 종종 붙이는 별명이다. “강한 의지를 가진 여인”이라는 뜻으로 붙인다. 이 별명을 가졌던 정치인은 다음과 같다.
- 인디라 간디 - 인도의 총리(1966-1977, 1980-1984)
- 골다 메이어 - 이스라엘의 총리(1969-1974)
- 마거릿 대처 - 영국의 총리(1979-1990)
- 바버라 캐슬
- 유지니아 찰스
- 빌랴나 플라브시치
- 율리야 티모셴코
- 지우마 호세프
- 앙겔라 메르켈 - 독일의 연방총리(2005-2021)
- 엘런 존슨설리프 - 라이베리아의 대통령(2006-2018)
- 달리아 그리바우스카이테
- 아웅산수찌
- 네일리 크루스
- 이멜다 마르코스
- 매들린 올브라이트
- 도이 다카코
- 캐리 람
- 고이케 유리코
- 차이잉원
- 박근혜
- 심상정
- 한명숙
- 강금실
- 추미애